# Раяты
Раяты — податное сословие лично и феодально зависимых жителей ханств Дагестана и Закавказья.
По характеру отношений к ханам выделялись следующие категории:
- Раяты, жившие на собственных землях и платившие хану налог в размере 1/10 части урожая — десятину.
- Раяты, жившие на бекских землях как наследственные арендаторы и платившие, кроме государственной десятины, ещё собственнику земли 1/10 хлеба, 1/5 произведённого шёлка, дрова, мякину и др.
- Раяты, жившие на собственных землях, но в деревнях, пожалованных ханами бекам. Такое пожалование, не создавая и не изменяя ничьих земельных прав, сопровождалось передачей в пользу беков всех или части государственных налогов и устанавливало личные отношения поселян к беку как к ханскому чиновнику.
- Раяты кочевые, пользовавшиеся ханскими пастбищами и платившие налог с каждой головы скота[2].